# Пермский городской дворец культуры имени Солдатова
Дворец культуры имени Анатолия Григорьевича Солдатова находится в Перми на Комсомольском проспекте в Свердловском районе города. Директор Владимир Воробей.

## История

### Строительство
История Дворца культуры началась 22 мая 1938 года, когда на совещании у директора завода № 19 имени И. В. Сталина В. М. Дубова рассматривалась идея о проектировании для предприятия своего дома культуры вместо прежнего клуба, построенного в начале 1932 года и уже не отвечавшего культурным запросам работников завода. Предполагалось, что Дворец культуры будет иметь театральный зал, рассчитанный на 1200 зрителей, малый зал с эстрадой для 400 зрителей, а также залы для физкультуры, танцев, зимнюю и летнюю зоны. Проект был разработан архитектурно-проектной мастерской Ленгипргор И. А. Меерзоном и А. К. Барутчевым. Он базировался на проекте сцены Большого театра СССР. При этом облицовку здания предполагали сделать из уральских гранита и мрамора.
В мае 1940 года началось возведение здания. Его стоимость оценили в 10 миллионов рублей, а срок сдачи назначили на 7 ноября 1942 года.
14 апреля 1941 года, когда высота стен достигла третьего этажа, эскизы и фотографии будущего Дворца культуры были продемонстрированы рабочим на 83 планшетах, которые были выставлены в клубе. О них рассказывал сам автор проекта архитектор И. А. Меерзон.
С началом Великой Отечественной войны строительство было приостановлено 26 июня 1941 года.
24 мая 1945 года комиссия провела техническое освидетельствование недостроенного и уже начинавшего разрушаться здания и пришла к выводу, что строительство следует возобновить во избежание окончательного прихода здания в негодность. Работы возобновились в 1946 году (по другим сведениям, в 1948 году). Вначале потребовалось восстановить обветшавшие фундаменты, перекрытия и кирпичную кладку. Работы вели строители треста № 14, к работам привлекли также немецких заключённых, которые проживали в лагере на месте современного стадиона «Звезда» и в самом здании, а их охрана — в соседних домах. Существует городская легенда о бунте среди заключённых, которые замуровали одного из особо жестоких надзирателей в стене, и его нашли после окончания строительства, а часть стены переложили заново.
Автор первоначального проекта И. А. Меерзон погиб во время войны в Ленинграде, и новый проект отделки здания был выполнен Московским институтом «Гипроавиапром».

### Открытие
Сдача объекта началась в 1950 году.
17 ноября 1950 года комиссия осмотрела построенное трёхэтажное здание корпуса «Б» Дворца и на следующий день выдала заключение о возможности его принятия в эксплуатацию. 6 июня 1951 года директор завода им. Сталина А. Г. Солдатов на торжественном совещании объявил о завершении строительных работ, 25 декабря 1951 года комиссия приняла в эксплуатацию корпус «А», 12 февраля 1952 года — корпуса «В» и «А», а к октябрю 1952 года было завершено возведение левого крыла Дворца, в котором расположились Детский сектор и библиотека. Торжественное открытие Дворца культуры и техники имени И. В. Сталина состоялось в июне 1952 года. Значительную роль в возобновлении строительства Дворца в тяжёлые послевоенные годы сыграл А. Г. Солдатов.

### Эксплуатация
В 1955 году в здании Дворца был создан первый в Перми телецентр, который имел радиус действия 10 километров и транслировал телепередачи 3 раза в неделю. В 1961 году Дворец был переименован в Дворец имени Я. М. Свердлова. Здесь работали комиссии по распространению научного и политического знания, по художественной самодеятельности, детской работе и др. Проводились концерты, выставки картин, лекции, утренники, тематические вечера.
Дворец стал памятником архитектуры и градостроительства краевого значения и в таком статусе попадал в путеводители по Перми.
В начале 1990-х годов Дворец культуры попал в сложную экономическую ситуацию, был заложен банку за долги, мог быть продан и потерять статус культурного центра. Состоялся митинг жителей города с обращением за помощью к городским властям, и помощь была оказана. 8 мая и 24 июня 1996 года Администрация Перми издала постановления, по которым Дворец культуры был приобретён в собственность города и стал называться «Муниципальное учреждение культуры „Дворец Культуры г. Перми“».
В 2005 году МУК «Дворец Культуры г. Перми» снова сменил название: он стал называться в честь бывшего директора Пермского моторостроительного завода Анатолия Григорьевича Солдатова, с 23 марта 2010 года — «Муниципальное автономное учреждение культуры „Пермский городской дворец культуры имени А. Г. Солдатова“».
В 2009 году здание памятника архитектуры и градостроительства Пермского края «Центр культуры им. А. Г. Солдатова» было отреставрировано.